# Peter Worrell
Peter J. Worrell, född 18 augusti 1977, är en kanadensisk före detta professionell ishockeyforward som tillbringade sju säsonger i den nordamerikanska ishockeyligan National Hockey League (NHL), där han spelade för ishockeyorganisationerna Florida Panthers och Colorado Avalanche. Han producerade 46 poäng (19 mål och 27 assists) samt drog på sig 1 554 utvisningsminuter på 391 grundspelsmatcher. Worrell spelade också för Beast of New Haven i American Hockey League (AHL), Charlotte Checkers i ECHL och Olympiques de Hull i Ligue de hockey junior majeur du Québec (LHJMQ).
Worrell draftades i sjunde rundan i 1995 års draft av Florida Panthers som 166:e spelare totalt.
När han spelade i NHL var han en av de mest fruktade slagskämparna (enforcer) i ligan.
Efter spelarkarriären arbetar Worrell som ishockeytränare och är assisterande tränare för Fayetteville Marksmen i Southern Professional Hockey League (SPHL). Innan det ledde han Florida Atlantic Universitys ishockeylag samtidigt som han var detsamma för skolan North Broward Preparatory School i Coconut Creek i Florida.

## Statistik
| Källa: Utv = Utvisningsminuter | Källa: Utv = Utvisningsminuter                       | Källa: Utv = Utvisningsminuter                       |                                                      | Grundserie                                           | Grundserie                                           | Grundserie                                           | Grundserie                                           | Grundserie                                           |                                                      | Slutspel                                             | Slutspel                                             | Slutspel                                             | Slutspel                                             | Slutspel                                             |
| Säsong                         | Lag                                                  | Liga                                                 | Matcher                                              | Mål                                                  | Assist                                               | Poäng                                                | Utv                                                  | Matcher                                              | Mål                                                  | Assist                                               | Poäng                                                | Utv                                                  |                                                      |                                                      |
| ------------------------------ | ---------------------------------------------------- | ---------------------------------------------------- | ---------------------------------------------------- | ---------------------------------------------------- | ---------------------------------------------------- | ---------------------------------------------------- | ---------------------------------------------------- | ---------------------------------------------------- | ---------------------------------------------------- | ---------------------------------------------------- | ---------------------------------------------------- | ---------------------------------------------------- | ---------------------------------------------------- | ---------------------------------------------------- |
| 1993–1994                      | Lions du Lac St-Louis                                | LHMAAAQ                                              | 1                                                    | 0                                                    | 0                                                    | 0                                                    | 0                                                    | 1                                                    | 0                                                    | 0                                                    | 0                                                    | 0                                                    |                                                      |                                                      |
| 1994–1995                      | Hull de Olympiques                                   | LHJMQ                                                | 56                                                   | 1                                                    | 8                                                    | 9                                                    | 243                                                  | 21                                                   | 0                                                    | 1                                                    | 1                                                    | 91                                                   |                                                      |                                                      |
| 1995–1996                      | Hull de Olympiques                                   | LHJMQ                                                | 63                                                   | 23                                                   | 36                                                   | 59                                                   | 464                                                  | 18                                                   | 11                                                   | 8                                                    | 19                                                   | 81                                                   |                                                      |                                                      |
| 1996–1997                      | Hull de Olympiques                                   | LHJMQ                                                | 62                                                   | 17                                                   | 46                                                   | 63                                                   | 47                                                   | 14                                                   | 3                                                    | 13                                                   | 16                                                   | 83                                                   |                                                      |                                                      |
| 1997–1998                      | Florida Panthers                                     | NHL                                                  | 19                                                   | 0                                                    | 0                                                    | 0                                                    | 153                                                  | —                                                    | —                                                    | —                                                    | —                                                    | —                                                    |                                                      |                                                      |
|                                | Beast of New Haven                                   | AHL                                                  | 50                                                   | 15                                                   | 12                                                   | 27                                                   | 309                                                  | 1                                                    | 0                                                    | 1                                                    | 1                                                    | 6                                                    |                                                      |                                                      |
| 1998–1999                      | Florida Panthers                                     | NHL                                                  | 62                                                   | 4                                                    | 5                                                    | 9                                                    | 258                                                  | —                                                    | —                                                    | —                                                    | —                                                    | —                                                    |                                                      |                                                      |
|                                | Beast of New Haven                                   | AHL                                                  | 10                                                   | 3                                                    | 1                                                    | 4                                                    | 65                                                   | —                                                    | —                                                    | —                                                    | —                                                    | —                                                    |                                                      |                                                      |
| 1999–2000                      | Florida Panthers                                     | NHL                                                  | 48                                                   | 3                                                    | 6                                                    | 9                                                    | 169                                                  | 4                                                    | 1                                                    | 0                                                    | 1                                                    | 8                                                    |                                                      |                                                      |
| 2000–2001                      | Florida Panthers                                     | NHL                                                  | 71                                                   | 3                                                    | 7                                                    | 10                                                   | 248                                                  | —                                                    | —                                                    | —                                                    | —                                                    | —                                                    |                                                      |                                                      |
| 2001–2002                      | Florida Panthers                                     | NHL                                                  | 79                                                   | 4                                                    | 5                                                    | 9                                                    | 354                                                  | —                                                    | —                                                    | —                                                    | —                                                    | —                                                    |                                                      |                                                      |
| 2002–2003                      | Florida Panthers                                     | NHL                                                  | 63                                                   | 2                                                    | 3                                                    | 5                                                    | 193                                                  | —                                                    | —                                                    | —                                                    | —                                                    | —                                                    |                                                      |                                                      |
| 2003–2004                      | Colorado Avalanche                                   | NHL                                                  | 49                                                   | 3                                                    | 1                                                    | 4                                                    | 179                                                  | —                                                    | —                                                    | —                                                    | —                                                    | —                                                    |                                                      |                                                      |
| 2004–2005                      | Spelade ej på grund av lockout mellan NHL och NHLPA. | Spelade ej på grund av lockout mellan NHL och NHLPA. | Spelade ej på grund av lockout mellan NHL och NHLPA. | Spelade ej på grund av lockout mellan NHL och NHLPA. | Spelade ej på grund av lockout mellan NHL och NHLPA. | Spelade ej på grund av lockout mellan NHL och NHLPA. | Spelade ej på grund av lockout mellan NHL och NHLPA. | Spelade ej på grund av lockout mellan NHL och NHLPA. | Spelade ej på grund av lockout mellan NHL och NHLPA. | Spelade ej på grund av lockout mellan NHL och NHLPA. | Spelade ej på grund av lockout mellan NHL och NHLPA. | Spelade ej på grund av lockout mellan NHL och NHLPA. | Spelade ej på grund av lockout mellan NHL och NHLPA. | Spelade ej på grund av lockout mellan NHL och NHLPA. |
| 2005–2006                      | Charlotte Checkers                                   | ECHL                                                 | 37                                                   | 7                                                    | 8                                                    | 15                                                   | 139                                                  | —                                                    | —                                                    | —                                                    | —                                                    | —                                                    |                                                      |                                                      |
| NHL totalt                     | NHL totalt                                           | NHL totalt                                           | 391                                                  | 19                                                   | 27                                                   | 46                                                   | 1554                                                 | 4                                                    | 1                                                    | 0                                                    | 1                                                    | 8                                                    |                                                      |                                                      |
| AHL totalt                     | AHL totalt                                           | AHL totalt                                           | 60                                                   | 18                                                   | 13                                                   | 31                                                   | 374                                                  | 1                                                    | 0                                                    | 1                                                    | 1                                                    | 6                                                    |                                                      |                                                      |
| LHJMQ totalt                   | LHJMQ totalt                                         | LHJMQ totalt                                         | 181                                                  | 41                                                   | 90                                                   | 131                                                  | 1144                                                 | 53                                                   | 14                                                   | 22                                                   | 36                                                   | 255                                                  |                                                      |                                                      |